# 埃西利亞灣
62°37′29.5″S 61°12′31″W / 62.624861°S 61.20861°W

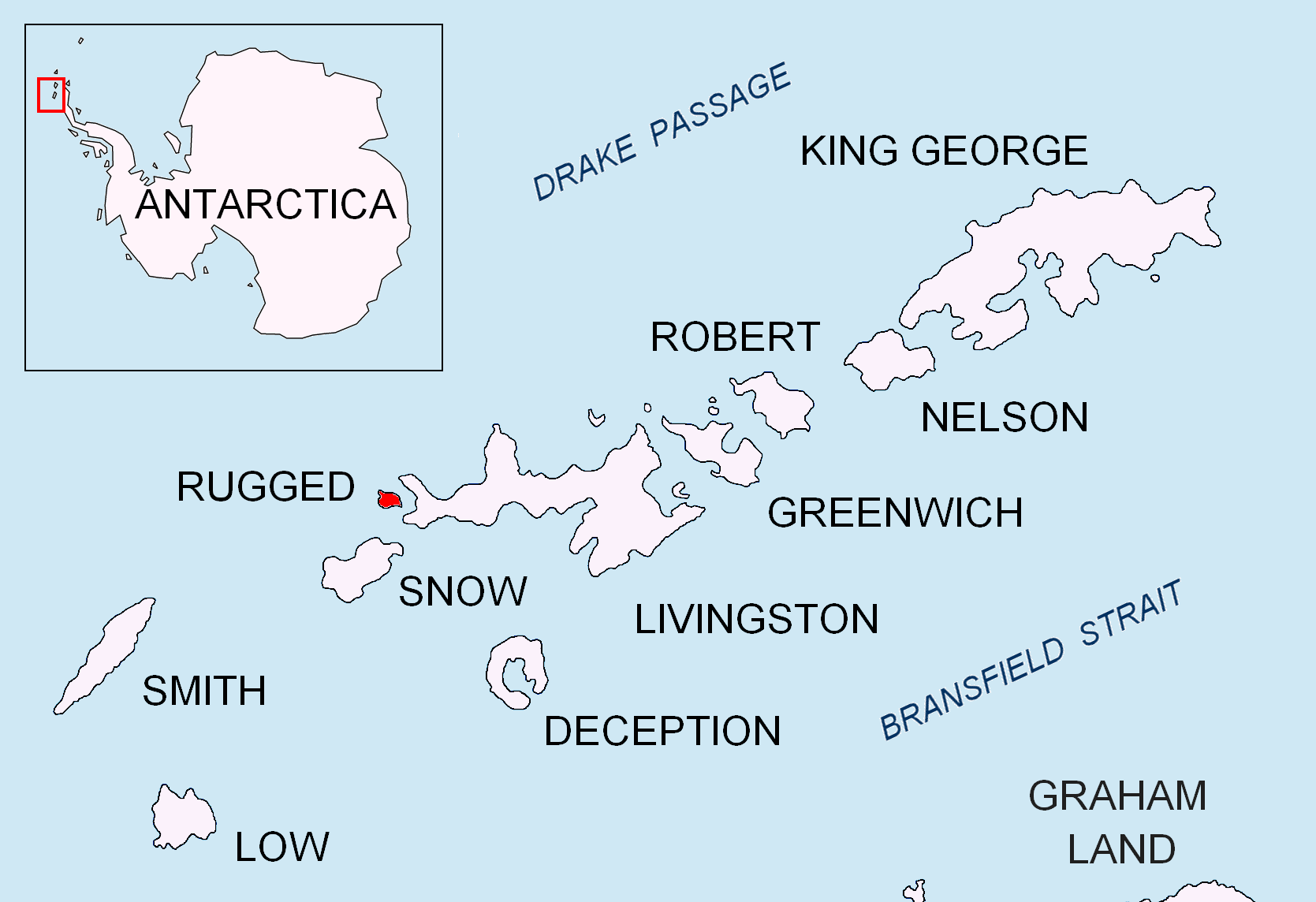

埃西利亞灣（Hersilia Cove），是南極洲的海灣，位於南設得蘭群島的史密斯島北岸，處於拉吉德島北岸，長0.8公里、寬0.65公里，在1820年2月被命名，現時由南極條約體系管理。